# Ortenova Kutná Hora
Ortenova Kutná Hora je festival, který se koná od roku 1993 na památku básníka Jiřího Ortena na začátku září v Kutné Hoře v okrese Kutná Hora ve Středočeském kraji.

## Festival
Festivalový program, o jehož tvorbu se z velké míry stará herec a recitátor Alfred Strejček, sestává z literárních pořadů, autorských čtení a hudebních vystoupení. Festival pravidelně začíná v pátek večer a končí v neděli dopoledne.

## Literární soutěž
S festivalem je také spojená stejnojmenná autorská soutěž básnířek a básníků, kteří nepřekročili 22 let (věk, ve kterém zemřel Jiří Orten). Mezi oceněné patří například básníci Jonáš Hájek, Jan Těsnohlídek nebo básnířka Marie Šťastná. Všichni tři později získali také Cenu Jiřího Ortena, která ovšem s festivalem ani se soutěží nijak nesouvisí a uděluje ji vydavatelství Mladá fronta.

### Porotci
- Ota Ornest od roku 1993 do roku 2002 (působil jako předseda poroty od roku 1993 do roku 2002)
- Marie Rút Křížková od roku 1993 do roku 2006 (působila jako předsedkyně poroty od roku 2003 do roku 2006)
- Lenka Chytilová od roku 1993 do současnosti
- Rudolf Matys od roku 1993 do současnosti (současný předseda poroty, od roku 2007)
- Jan Petružela od roku 2001 do roku 2002
- Jaromír Damek od roku 2003 do roku 2013
- Ondřej Lipár od roku 2003 do roku 2008
- Lucie Krupičková od roku 2005 do roku 2014
- Jan Těsnohlídek od roku 2011 do současnosti
- Dagmar Pokorná od roku 2014 do současnosti
- Radek Malý od roku 2015 do současnosti

## Edice První knížky
Edice První knížky vznikla z popudu literární historičky Marie Rút Křížkové v roce 2001 (v návaznosti na stejně pojmenovanou edici Františka Halase v nakladatelství Václava Petra, kde v roce 1939 vyšla i prvotina Jiřího Ortena Čítanka jaro). Každý rok v ní vychází jedna debutová sbírka některého z autorů, kteří úspěšně prošli literární soutěží a překročili věk 22 let.
- Olga Richterová: Napříč kůrou (svazek 8, rok 2008, ISBN 978-80-903950-2-2)
- Anna Ciprová: Tváří v tvář (svazek 7, rok 2007, ISBN 978-80-903950-0-8)
- Mikuláš Bryan: Kolem lámání (svazek 6, rok 2006)
- Teodora Žurková: Horkou jehlou v kupce sena (svazek 5, rok 2005)
- Ondřej Lipár: Skořápky (svazek 4, rok 2004)
- Marie Šťastná: Krajina s Ofélií (svazek 3, rok 2003)
- Zuzana Vajnerová: Na dlani (svazek 2, rok 2002)
- Petr Eisner: Jogging a skleróza (svazek 1, rok 2001)